# Дебал
Дебал (урду ديبل‎), — древний город-порт, предположительно находившийся вблизи города Карачи современного Пакистана, в непосредственной близости от полуострова Манора.
Название происходит от Devalaya, что в переводе с санскрита означает «обитель Бога».

## История
Дебал был основан в первом веке до н. э. и вскоре стал важнейшим торговым городом Синда, приютив тысячи синдхских моряков, включая корсаров Бавари. Древний арабский географ Ибн-Хаукаль в своих писаниях упоминал городские постройки Дебала, сухой, выжженный ландшафт, окружавший город, и жителей, промышлявших торговлей и рыболовством.
Арабский полководец Мухаммад ибн Касим завоевал город в 711—712 годах одолев раджу Дахира, последнего индусского правителя Синда.
Дебал и полуостров Манора упоминались османским адмиралом Сейди Али-реис в книге «Зерцало стран». Город также посещали британские путешественники Томас Постанс и Элиот, известный своими воспоминаниями о городе Татта.
Некоторые археологи склоняются к мнению, что руины найденные в раскопках Банхора являются останками древнего города-порта Дебал.